# デビッド・ジェイコブズ
デビッド・ジェイコブズ（David Henry Jacobs, 1888年4月30日 - 1976年6月6日）は、イギリス・ウェールズ出身の陸上競技選手。1912年ストックホルムオリンピックの金メダリスト

## 経歴
ジェイコブズは、1908年ロンドンオリンピックを見て感化されロンドンの陸上クラブに入会。4年後の1912年ストックホルムオリンピックの100m、200mそして4×100mリレーに出場。100m、200mはともに準決勝で敗れてしまったものの、4×100mリレーでは、第1走者を務め、ヘンリー・マッキントッシュ、ビクター・ダーシー、ウィリアム・アップルガースとともに金メダルを獲得した。
4×100mリレーでは、優勝候補のアメリカが準決勝でバトンパスを失敗し失格。さらにもう一つの優勝候補であったドイツも決勝でアメリカと同様なミスを犯したため、ラッキーな金メダルであった。